# Лаймбах (Вартбургкрайс)
Лаймбах (нем. Leimbach) — община в Германии, в земле Тюрингия.
Входит в состав района Вартбург. Население составляет 1794 человека (на 31 декабря 2010 года). Занимает площадь 8,63 км².